# Calders
Calders è un comune spagnolo di 788 abitanti situato nella comunità autonoma della Catalogna.